# Gare de Viviers-du-Lac
La gare de Viviers-du-Lac est une gare ferroviaire française du réseau TER Rhône-Alpes, située sur la commune de Viviers-du-Lac dans le département de la Savoie.
Pour l'essentiel, elle permet aux voyageur de rejoindre les gares d'Aix-les-Bains-Le Revard et de Chambéry - Challes-les-Eaux, permettant ainsi d'accéder aux dessertes TGV.

## Situation ferroviaire
Établie à 263 mètres d'altitude, la gare de Viviers-du-Lac est située : au point kilométrique (PK) 128,286 de la ligne de Culoz à Modane (frontière), entre les gares ouvertes d'Aix-les-Bains-Le Revard et de Chambéry - Challes-les-Eaux.

## Service des voyageurs

### Accueil
Halte SNCF, c'est un point d'arrêt non géré (PANG) à accès libre. Néanmoins, cette gare dispose d'un valideur pour les cartes OùRA ainsi qu'un tableau d'affichage des trains. 

### Desserte

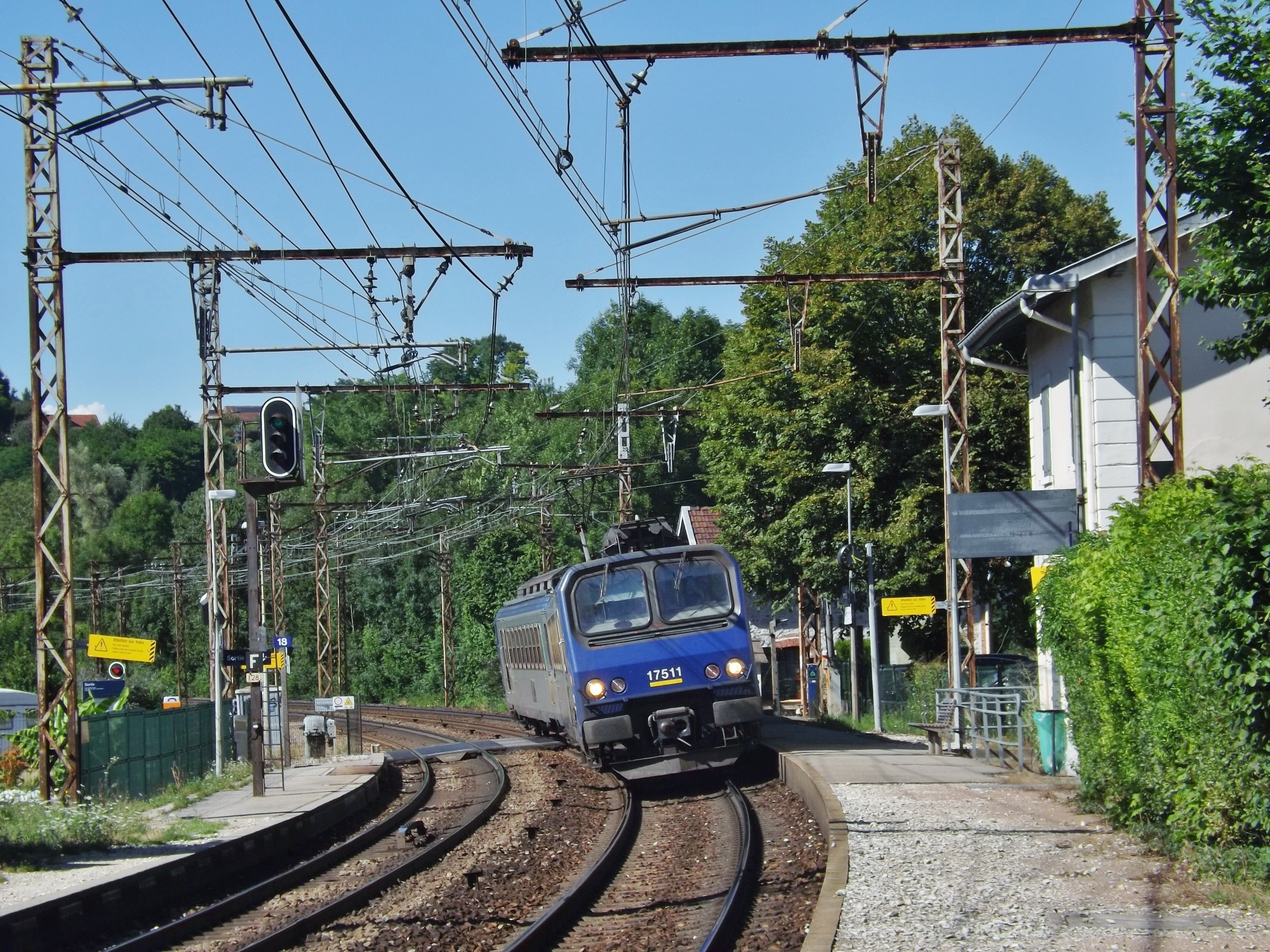
Un TER Ambérieu - Chambéry assuré par une Z2 en 2016.

Viviers-du-Lac est desservi par les trains et autocars TER Auvergne-Rhône-Alpes qui effectuent des missions entre les gares de Chambéry - Challes-les-Eaux et de Culoz ou d'Ambérieu.

Ces trains sont au nombre de deux en direction de Chambéry le matin, un le midi et trois le soir, permettant ainsi de rejoindre la gare de Chambéry - Challes-les-Eaux en 8 minutes.

### Fréquentation
De 2015 à 2024, selon les estimations de la SNCF, la fréquentation annuelle de la gare s'élève aux nombres indiqués dans le tableau ci-dessous.
| Année     | 2015  | 2016  | 2017  | 2018  | 2019  | 2020  | 2021  | 2022   | 2023   | 2024   |
| --------- | ----- | ----- | ----- | ----- | ----- | ----- | ----- | ------ | ------ | ------ |
| Voyageurs | 9 348 | 9 083 | 7 661 | 5 679 | 8 953 | 6 139 | 9 150 | 13 698 | 12 869 | 15 335 |

### Intermodalité
Un parc pour les vélos et un parking pour les véhicules y sont aménagés. Elle est desservie par des cars TER Auvergne-Rhône-Alpes qui renforcent la desserte de la ligne de Chambéry - Challes-les-Eaux à Culoz.
La gare est en correspondance avec le réseau Ondéa avec le passage de la ligne 1.